# Aïn Boucherit
Aïn Boucherit est un site préhistorique situé dans la commune de Guelta Zerka, dans la wilaya de Sétif, en Algérie. On y a découvert en 2018 des outils lithiques oldowayens datés jusqu'à 2,4 millions d'années (Ma), ce qui en fait le plus ancien site paléolithique connu d'Afrique du Nord. Aïn Boucherit fait partie du complexe paléolithique d'Aïn Hanech, qui comporte plusieurs locus dont certains avaient déjà livré des outils lithiques datés d'environ 1,7 Ma.

## Historique
En 2018, une équipe sous la direction du chercheur algérien Mohamed Sahnouni du Centre National de Recherches Préhistoriques, Anthropologiques et Historiques (CNRPAH) d'Algérie, découvre sur le site d'Aïn Boucherit des outils en pierre taillée dans des couches stratigraphiques très anciennes,,.
Participe a ce projet, l'éthiopien Sileshi Semaw, et le Centre national d'investigation sur l'évolution humaine (CENIEH) de Burgos, en Espagne,
Le 18 décembre 2018, Azzedine Mihoubi, ministre algérien de la culture, déclare reconnaitre l'importance de la découverte et annonce qu'il va procéder à la sécurisation du site.
Cette découverte ouvre la voie à de nouvelles fouilles sur le site.

## Description
Les vestiges comprennent des outils lithiques, fabriqués à partir de silex et de roches calcaires locales, et des ossements fossiles d'animaux portant des marques de percussion et de découpe. Aucun fossile humain n'a en revanche encore été trouvé sur le site.
Les outils lithiques appartiennent à la culture oldowayenne, attestée dès 2,6 Ma à Ledi Geraru et à Kada Gona, dans la vallée de l'Awash, en Éthiopie, mais dont le plus ancien témoignage en Afrique du Nord était jusque là le locus d'Aïn Hanech, daté d'environ 1,7 Ma.
Ils incluent des galets aménagés, de types polyèdres et subsphéroïdes, et des outils à bord tranchant destinés à dépecer des carcasses animales.

## Analyse
Les vestiges fossiles et lithiques trouvés sur le site ne permettent pas de savoir si les hommes d'Aïn Boucherit avaient eux-mêmes abattu les animaux dépecés ou s'ils étaient seulement des charognards opportunistes. Cependant, les traces laissées sur les ossements semblent indiquer qu'ils bénéficiaient d'un accès primaire aux carcasses animales pour en extraire la viande, ce qui pouvait s'obtenir en évinçant les carnivores juste après qu'ils ont tué leurs proies. Cela montre en toute hypothèse une certaine capacité à mettre en œuvre des stratégies collectives d'appropriation.

## Datation
La datation de ces pierres taillées, difficile en l'absence de couches volcaniques dans la stratigraphie du site, a fait appel à quatre méthodes indépendantes :
- la géologie des couches stratigraphiques et leur vitesse estimée de sédimentation ;
- le paléomagnétisme, par le géochronologiste Josep Parés, du CENIEH ;
- la biochronologie, c'est-à-dire l'étude de la paléofaune de mammifères associée aux outils lithiques, par le paléontologue Jan van der Made, du Musée national des sciences naturelles de Madrid ;
- la résonance de spin électronique appliquée aux outils lithiques, par Mathieu Duval, de l'université Griffith.

Le résultat de ces analyses est une fourchette allant de 1,9 à 2,4 millions d'années,, ce qui signifie que le genre Homo serait presque aussi anciennement attesté en Afrique du Nord qu'en Afrique de l'Est, seule région d'Afrique où des vestiges d'industrie lithique plus anciens ont été découverts à ce jour.

## Paléofaune
Des fossiles de Mammuthus africanavus datés d'environ 2,2 millions d'années (du Pliocène supérieur) ont été découverts à Aïn Boucherit.